# Callopistria cordata
Callopistria cordata là một loài bướm đêm trong họ Noctuidae.